# Liste der Monuments historiques in Maurecourt
Die Liste der Monuments historiques in Maurecourt führt die Monuments historiques in der französischen Gemeinde Maurecourt auf.

## Liste der Objekte
Zum Verständnis siehe: Kirchenausstattung
| Bezeichnung                                          | Beschreibung                                               | Standort                                  | Kennzeichnung | Schutzstatus | Datum | Bild |
| ---------------------------------------------------- | ---------------------------------------------------------- | ----------------------------------------- | ------------- | ------------ | ----- | ---- |
| Skulptur Auferstandener Christus                     | Holz, polychrom gefasst, um 1600                           | in der Kirche Notre-Dame-de-Lorette       | PM78002141    | Inscrit      | 2005  |      |
| Ölgemälde Madonna mit Kind mit Heiligen und Stiftern | 16. Jahrhundert, von Caliari Paolo nach Bonifazio Veronese | in der Kirche Nativité très Sainte-Vierge | PM78000365    | Classé       | 1977  |      |